# Phymatopteris oblongifolia
Phymatopteris oblongifolia là một loài thực vật có mạch trong họ Polypodiaceae. Loài này được (S.K. Wu) W.M. Chu & S.G. Lu miêu tả khoa học đầu tiên năm 1993.